# Uhlandstraße (stacja metra w Hamburgu)
Uhlandstraße – stacja metra hamburskiego na linii U3. Stacja została otwarta 1 marca 1912.  Znajduje się w dzielnicy Hohenfelde.

## Położenie
Stacja Uhlandstraße jest stacją położoną na wiadukcie. Znajduje się nad Güntherstraße, na południe od kanału i Wandsee.